# BIKINI
BIKINI er en beredskabsskala som bruges af de britiske myndigheder, specielt forsvarsministeriet, for at advare mod terrorisme. 
Skalaen er som angivet nedenfor, med de alvorligste niveauer øverst:
| RØD |

| GUL |

| SORT SPECIEL |

| SORT |

| HVID |

De højeste niveauer, RØD og GUL, opretholdes kun i begrænset tid. 
Gældende niveau skiltes ofte på offentlige bygninger.